# فوتوكسيماب
فوتوكسيماب هو جسم مضاد وحيد النسيلة مجانس محفز للمناعة مصمم لعلاج السرطان.